# Shirase (isbrytare)
Shirase (japanska:しらせ) är en japansk isbrytare som byggdes 2008 på Universal Shipbuilding yard i Maizuru, Japan åt Japans självförsvarsstyrkor. Hon är Japans fjärde isbrytare och den andra med samma namn.
Shirase är uppkallad efter Shiraseglaciären som i sin tur är uppkallad efter den japanska polarforskaren Nobu Shirase. För att skilja henne från sin föregångare omtalas hon ofta som Shirase (AGB-5003).

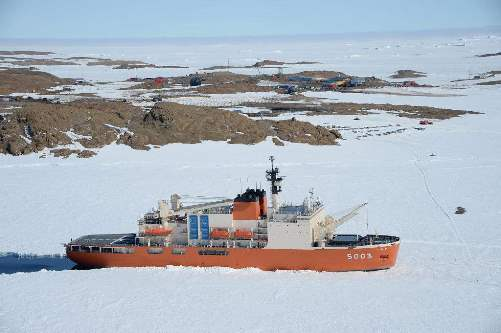
Shirase utanför forskningsstationen Syowa i Antarktis.

Fartyget används av Japans polarforskningsinstitut i Antarktis och transporterar personal och förnödenheter till dess fyra forskningsstationer.
I februari 2013 skyddade en av isbrytarens tre helikoptrar det japanska valfångstfartyget Nisshin Maru när miljöorganistationen
Sea Shepherds hindrade henne från att fylla på bränsle 50 sjömil från australiska Antarktis kust.